# ECW November to Remember
ECW November to Remember (a veces abreviado como N2R) fue un evento anual de pago por visión de lucha libre profesional producido por la promoción Extreme Championship Wrestling (ECW). Todos los eventos anteriores a 1997, no fueron transmitidos por PPV.
Este evento fue considerado el más importante de la ECW.

## Resultados

### 1993
November to Remember 1993 tuvo lugar el 13 de noviembre de 1993 desde el ECW Arena en Filadelfia (Pensilvania).
- Salvatore Bellomo derrotó a Rockin' Rebel en un Chair match
  - Bellomo ganó debido a que Rebel no se presentó al combate.
- The Sandman y Jim Neidhart terminaron sin resultado
- The Public Enemy (Rocco Rock & Johnny Grunge) derrotó a Badd Company (Pat Tanaka & Paul Diamond)
- Kevin Sullivan derrotó a Tommy Cairo
- Malia Hosaka derrotó a Sherri Martel por descalificación
- The Suicide Blondes (Johnny Hotbody & Tony Stetson) derrotaron a The Bad Breed (Ian & Axl Rotten) reteniendo el Campeonato en Parejas de la ECW
- Johnny Gunn y Tommy Dreamer derrotaron a The Suicide Blondes (Johnny Hotbody & Tony Stetson) ganando el Campeonato en Parejas de la ECW
- The Tazmaniac derrotó a Tommy Dreamer
- Mr. Hughes defeated Johnny Gunn
- Sabu y Road Warrior Hawk derrotaron a Terry Funk y King Kong Bundy
  - Sabu cubrió a Funk ganando el ECW World Television Championship y retuvo el ECW Heavyweight Championship
  - Este reinado de Sabu no es reconocido por la WWE.

### 1994
November to Remember 1994 tuvo lugar el 5 de noviembre de 1994 desde el ECW Arena en Filadelfia (Pensilvania).
- J.T. Smith derrotó a Hack Meyers
- The Pitbulls (Pitbull #1 & Pitbull #2) derrotaron a Bad Breed (Axl & Ian Rotten)
- 2 Cold Scorpio derrotó a Mr. Hughes
- Tommy Dreamer derrotó a Tommy Cairo
- Dean Malenko derrotó a The Tazmaniac
- Shane Douglas derrotó a Ron Simmons reteniendo el Campeonato Mundial Peso Pesado de la ECW
- The Public Enemy (Rocco Rock & Johnny Grunge) derrotaron a Cactus Jack y Mikey Whipwreck ganando el Campeonato en Parejas de la ECW
- Chris Benoit y Sabu terminaron sin resultado
  - La lucha terminó abruptamente cuando Sabu se rompió el cuello durante una técnica.
- Chris Benoit y 2 Cold Scorpio lograron una doble cuenta fuera

### 1995
November to Remember 1995 tuvo lugar el 18 de noviembre de 1995 desde el ECW Arena en Filadelfia (Pensilvania).
- Don E. Allen y Broad Street Bully terminaron sin resultado
  - Buh Buh Ray Dudley cubrió a ambos hombres mientras actuaba como anunciador del ring
- Konnan derrotó a Jason Knight (w/Taz como árbitro especial)
- Stevie Richards (w/The Blue Meanie) derrotó a Pablo Márquez
- The Pitbulls (Pitbull #1 & Pitbull #2) (w/Francine) derrotaron a The Eliminators (John Kronus & Perry Saturn) (w/Jason Knight)
- Rey Misterio, Jr. derrotó a Psicosis en un Mexican Death match
- The Sandman & 2 Cold Scorpio derrotaron a The Public Enemy (Rocco Rock & Johnny Grunge) reteniendo el Campeonato en Parejas de la ECW
- Bill Alfonso derrotó a Tod Gordon (w/Beulah McGillicutty como árbitro especial)
- The Sandman y el Campeón Mundial Peso Pesado de la ECW Mikey Whipwreck terminaron sin resultado
  - The Sandman fue atacado por Steve Austin.
  - Como resultado, Whipreck retuvo el campeonato.
- Mikey Whipwreck derrotó a Steve Austin reteniendo el Campeonato Mundial Peso Pesado de la ECW
- Sabu derrotó a Hack Meyers
- Terry Funk & Tommy Dreamer derrotaron a Raven & Cactus Jack

### 1996
November to Remember 1996 tuvo lugar el 16 de noviembre de 1996 desde el ECW Arena en Filadelfia (Pensilvania).
- Big Stevie Cool (c/Da Blue Guy & Hollywood Nova) derrotó a David Tyler Morton Jericho.
- Axl Rotten derrotó a Hack Meyers.
- Buh Buh Ray Dudley derrotó a D-Von Dudley.
- The Eliminators (John Kronus & Perry Saturn) y Sabu & Rob Van Dam llegaron al límite de tiempo
- Chris Candido derrotó a Mikey Whipwreck.
- The Gangstas (New Jack & Mustafa Saed) derrotaron a The Eliminators (John Kronus & Perry Saturn) y Sabu & Rob Van Dam en una Triple Amenaza
- 2 Cold Scorpio derrotó a J.T. Smith en un Loser Leaves Town match.
- 2 Cold Scorpio derrotó a Devon Storm en un Loser Leaves Town match.
- 2 Cold Scorpio derrotó a Hack Meyers en un Loser Leaves Town match.
- Louie Spicolli derrotó a 2 Cold Scorpio en un Loser Leaves Town match
- The Sandman derrotó a Raven reteniendo el Campeonato Mundial Peso Pesado de la ECW
- Terry Funk & Tommy Dreamer derrotaron a Shane Douglas & Brian Lee

### 1997
November to Remember 1997 tuvo lugar el 30 de noviembre de 1997 desde el Golden Dome en Monaca, Pensilvania.
- Dark match: Chris Chetti & Spike Dudley derrotaron a Erin O'Grady & Paul Diamond
  - Dudley cubrió a O'Grady.
- Chris Candido & Lance Storm derrotaron a Tommy Rogers & Jerry Lynn (16:42)
  - Candido cubrió a Rogers después de un "German Suplex".
  - Esta lucha inició como un combate entre Candido y Rogers, convirtiéndose en un combate en parejas posteriormente.
- Mikey Whipwreck derrotó a Justin Credible (w/Jason) (7:15)
  - Whipreck cubrió a Credible después de un "Whippersnapper".
- Taz derrotó a Pitbull #2 (w/Pitbull #1, Brakkus y Lance Wright) reteniendo el Campeonato Mundial de la Televisión de la ECW (1:29)
  - Taz forzó a Pitbull #2 a rendirse con la "Tazmission".
- The F.B.I. (Tracy Smothers & Little Guido) (w/Tommy Rich) derrotaron a The Dudley Boyz (Buh Buh Ray & D-Von) (w/Big Dick Dudley, Sign Guy Dudley y Joel Gertner), The Hardcore Chair Swingin' Freaks (Balls Mahoney & Axl Rotten) y The Gangstanators (New Jack & John Kronus) en una Four-Way Dance reteniendo el Campeonato en Parejas de la ECW (14:32)
  - Buh Buh cubrió a Kronus. (10:04)
  - Rotten cubrió a D-Von. (12:27)
  - Guido cubrió a Mahoney con un "Schoolboy". (14:32)
- Rob Van Dam (w/Bill Alfonso) y Tommy Dreamer (w/Beulah McGillicutty) terminaron sin resultado en un Flag match (16:02)
  - Stevie Richards, Doug Furnas y Phil LaFon interfirieron ayudando a Van Dam.
- Sabu (w/Bill Alfonso) derrotó a The Sandman en un Tables and Ladder match (20:55)
  - Sabu cubrió a Sandman después de un "Atomic Arabian Facebuster" con una escalera.
- Shane Douglas (w/Francine) derrotó a Bam Bam Bigelow ganando el Campeonato Mundial Peso Pesado de la ECW (25:02)
  - Douglas cubrió a Bigelow después de un "Belly to Belly Suplex".

### 1998
November to Remember 1998 tuvo lugar el 1 de noviembre de 1998 desde el Lakefront Arena en Nueva Orleans, Luisiana.
- The Blue Meanie & Super Nova derrotaron a Danny Doring & Amish Roadkill (10:54)
  - Meanie cubrió a Doring después de un "Blue Light Special".
  - Terry Funk atacó varias veces a Meanie y Nova durante el combate.
  - Tras el combate, Funk atacó a Meanie y Nova hasta que fue detenido por Paul Heyman.
- Tommy Rogers (w/Chris Chetti) derrotó a Tracy Smothers (w/Tommy Rich, Little Guido y Ulf Herman) (7:51)
  - Rogers cubrió a Smothers después de un "Tomakaze".
  - Tras el combate, Full Blooded Italians y Mabel atacaron a Rogers hasta que Spike Dudley llegó al rescate.
- Lance Storm (w/Tammy Lynn Bytch) derrotó a Jerry Lynn (w/Tammy Lynn Sytch (w/Mikey Whipwreck como Árbitro especial) (16:48)
  - Storm cubrió a Lynn con un "Inside Cradle".
- Masato Tanaka & Balls Mahoney (w/Axl Rotten) derrotaron a The Dudley Boyz (Buh Buh Ray & D-Von) (w/Joel Gertner y Sign Guy Dudley) ganando el Campeonato en Parejas de la ECW (15:01)
  - Balls cubrió a D-Von y Tanaka cubrió a Buh Buh después de una combinación de "Five Star Frog Splash" y "Flying Legdrop" sobre una mesa por parte de Rob Van Dam & Sabu.
- Jake Roberts & Tommy Dreamer derrotaron a Justin Credible & Jack Victory (12:26)
  - Dreamer & Roberts cubrieron simultáneamente a Credible después de un "Double DDT" sobre una escalera.
  - Después de la lucha, Terry Funk acudió a atacar a Dreamer por no escogerlo como su compañero.
- Sabu, Rob Van Dam & Taz derrotaron a The Triple Threat (Shane Douglas, Bam Bam Bigelow & Chris Candido) (12:57)
  - Sabu cubrió a Douglas después de un "Arabian Facebuster".

### 1999
November to Remember 1999 tuvo lugar el 7 de noviembre de 1999 desde el Burt Flickinger Center en Buffalo, New York.
- Spike Dudley derrotó a Simon Diamond (w/Dick Hertz) (2:59)
  - Spike cubrió a Diamond después de un "Acid Drop".
- Little Guido (w/Sal E. Graziano) derrotó a Nova (4:20)
  - Guido cubrió a Nova después de un "Tomakaze".
  - Durante el combate, Graziano intervino atacando a Nova.
- Jerry Lynn derrotó a Yoshihiro Tajiri (w/Steve Corino y Jack Victory) y Super Crazy en una Three-Way Dance (10:59)
  - Tajiri cubrió a Crazy después de un "Brainbuster". (6:44)
  - Lynn cubrió a Tajiri después de una "Cradle Piledriver". (10:59)
- Da Baldies (Spanish Angel, Tony DeVito, Vito LoGrasso & P.N. News) derrotaron a New Jack & The Hardcore Chair Swingin' Freaks (Axl Rotten & Balls Mahoney) en una Handicap match (8:21)
  - Angel cubrió a New Jack después de golpearlo con una guitarra.
- Sabu (w/Bill Alfonso) derrotó a Chris Candido (w/Tammy Lynn Sytch) (17:42)
  - Sabu forzó a Candido a rendirse con una "Camel Clutch".
- Mike Awesome derrotó a Masato Tanaka reteniendo el Campeonato Mundial Peso Pesado de la ECW (12:26)
  - Awesome cubrió a Tanaka después de un "Powerbomb".
- Rob Van Dam (w/Bill Alfonso) derrotó a Taz reteniendo el Campeonato Mundial de la Televisión (14:34)
  - Van Dam cubrió a Taz después de una "Five-Star Frog Splash".
- Rhino & The Impact Players (Justin Credible & Lance Storm) (w/Jason Knight y Dawn Marie) derrotaron a Raven, Tommy Dreamer & The Sandman (w/Francine) (9:19)
  - Credible cubrió a Sandman después de un "That's Incredible!".

### 2000
November to Remember 2000 tuvo lugar el 5 de noviembre de 2000 desde el Odeum Expo Center en Villa Park, Illinois.
- Simon Diamond & Johnny Swinger derrotaron a Christian York & Joey Matthews (5:20)
  - Swinger cubrió a York después de que C.W. Anderson interfiriera y le aplicara un "Anderson Spinebuster".
- Kid Kash derrotó a C.W. Anderson(10:45)
  - Kash cubrió a Anderson después de un "Tornado DDT".
- Amish Roadkill, Danny Doring & Spike Dudley derrotaron a Hot Commodity (Chris Hamrick, Julio Dinero & E.Z. Money) (8:23)
  - Dudley cubrió a Hamrick después de un "Acid Drop".
- Nova derrotó a Chris Chetti en un Loser Leaves Town match (9:43)
  - Nova cubrió a Chetti después de un "Kryptonite Krunch" desde la cuerda superior.
- Balls Mahoney & Chilly Willy derrotaron a Da Baldies (Angel & Tony DeVito) en un Flaming Tables match(12:11)
  - Mahoney atravesó a DeVito a través de una mesa con fuego, ganando la lucha.
- Rhino derrotó a New Jack reteniendo el Campeonato Mundial de la Televisión (7:55)
  - Rhino cubrió a Jack después de un "Gore" a través de una mesa.
- The F.B.I. (Little Guido & Tony Mamaluke) (w/Sal E. Graziano) derrotaron a The Unholy Alliance (Yoshihiro Tajiri & Mikey Whipwreck) reteniendo el Campeonato en Parejas de la ECW(15:46)
  - Guido cubrió a Tajiri después de un "Double Bulldog".
  - Durante la lucha, Whipwreck se lesionó y fue reemplazado por Super Crazy.
- Steve Corino (w/Jack Victory y Dawn Marie) derrotó a Justin Credible (w/Francine), Jerry Lynn (c) y The Sandman en un Double Jeopardy match ganando el Campeonato Mundial Peso Pesado de la ECW(24:07)
  - Credible cubrió a Lynn después de un "That's Incredible!". (16:21)
  - Corino cubrió a Sandman después de una "Russian Leg Sweep" usando un Shinai. (16:21)
  - Corino cubrió a Credible después de un "Old School Expulsion". (24:07)